# Dysschema jaonis
Dysschema jaonis är en fjärilsart som beskrevs av Embrik Strand 1911. Dysschema jaonis ingår i släktet Dysschema, och familjen björnspinnare. Inga underarter finns listade.